# My Turn (låt av Martina Bárta)
My Turn är en låt framförd av sångerskan Martina Bárta. Låten är skriven och producerad av DWB och Kyler Niko. Den kommer att representera Tjeckien i den första semifinalen av Eurovision Song Contest 2017, med startnummer 14.